# María Rozas
María Rozas Velásquez (Santiago, 8 de noviembre de 1955 — Santiago, 6 de mayo de 2011), fue una profesora y dirigenta sindical chilena.
Militante del Partido Demócrata Cristiano de Chile, participó en diversas organizaciones como el Colegio de Profesores de Chile y fue una de las fundadoras de la Central Unitaria de Trabajadores (CUT), donde llegó a la vicepresidencia de ese organismo. Tras la muerte del dirigente sindical Manuel Bustos, Rozas asumió en su reemplazo el cargo de diputada de la República por el Distrito N.º 17, correspondiente a las comunas de Conchalí, Huechuraba y Renca.

## Primeros años de vida
Fue hija de Luis Orlando Rozas y María Ester Velásquez, nació en Santiago, el 8 de noviembre de 1955. Estudió en el Liceo N.º 2 de Santiago. Posteriormente se trasladó a Chillán donde estudió administración de empresas en la sede Ñuble de la Universidad de Chile, pero finalmente cambió sus estudios y se recibió de pedagogía en Educación Básica, a fines de 1978.

## Vida pública
Al regresar a Santiago, comenzó a trabajar haciendo clases y pronto se involucró en política, pese a las dificultades debido a la dictadura militar existente en el país. Rozas se integró a la Coordinadora Nacional Sindical en 1978 y, a petición de Manuel Bustos, asistió como representante chilena a la Cooperación Internacional de Organizaciones Sindicales Libres, organizada en España. En la CNS llegó a ser presidenta del departamento femenino en 1979. También, se integró a la AGECH donde fue dirigente nacional entre 1982 y 1987. Paralelamente, entre 1984 y 1992, actuó como representante de los trabajadores en el consejo del Hogar de Cristo y, desde 1985, fue dirigente del Colegio de Profesores de Chile.
En esa época, se inscribió en el Partido Demócrata Cristiano de Chile, opositor al régimen de Augusto Pinochet, y en el que militaría por más de treinta años. Rozas fue consejera nacional del partido durante tres periodos y alcanzó la Primera Vicepresidenta Nacional.
En 1988, en medio de los preparativos para el plebiscito nacional de 1988 y el fin de la dictadura militar, fue una de las impulsoras de la fundación de la Central Unitaria de Trabajadores (CUT), donde fue nombrada dirigente nacional. Ya en democracia, Rozas ejerció diversos cargos en la CUT: vicepresidenta entre marzo de 1991 y 1995, secretaria general entre 1996 y 1998.
Rozas participó activamente además en la Comisión Nacional de la Pobreza, donde asumió el rol de consejera. Asimismo, desde 1991 participó en diversas comisiones como la Comisión Nacional de Educación, la Comisión del NAFTA y de la Comisión para Relaciones Económicas Internacionales, dependientes del Ministerio de Economía. Fue integrante del consejo resolutivo del Fondo de Capacitación de la Dirección del Trabajo y del consejo nacional de administración de la Organización Internacional del Trabajo, en representación de los trabajadores chilenos.
Tras el fallecimiento del histórico líder sindical y miembro del PDC Manuel Bustos, el 6 de octubre de 1999, María Rozas asumió en su reemplazo como diputada en representación del Distrito N.º 17, correspondiente a las comunas de Conchalí, Huechuraba y Renca, en la Región Metropolitana de Santiago. En su rol de diputada, participó en las comisiones de Trabajo y Seguridad Social y de Educación, Cultura, Deportes y Recreación.
En las elecciones parlamentarias de 2001, Rozas se presentó para continuar en su cargo, haciendo dupla con la diputada PPD María Antonieta Saa. El doblaje que habían alcanzado Saa y Bustos en las elecciones anteriores no pudo mantenerse y Rozas obtuvo el tercer lugar con un 16,49% de los votos, siendo superada por María Antonieta Saa (33,12%) y Pablo Longueira de la UDI (40,63%).
Luego de la derrota electoral, María Rozas retomó sus labores sindicales, asumiendo diversos cargos como la vicepresidenta de Relaciones Internacionales de la CUT y la tesorería del Colegio de Profesores. Al momento de su muerte, era vicepresidenta del Área Mujer de la CUT.
Tras una larga batalla contra el cáncer de estómago, falleció el 6 de mayo de 2011 mientras estaba internada en la Clínica Las Condes.

## Historia electoral

### Elecciones parlamentarias de 2001
- Elecciones parlamentarias de 2001  a Diputado por el distrito N.°17 (Conchalí, Huechuraba y Renca)[3]

| Candidato                | Pacto                          | Partido | Votos  | %     | Resultado |
| ------------------------ | ------------------------------ | ------- | ------ | ----- | --------- |
| Pablo Longueira Montes   | Alianza por Chile              | UDI     | 61 319 | 40,63 | Diputado  |
| María Antonieta Saa Díaz | Concertación por la Democracia | PPD     | 49 986 | 33,12 | Diputada  |
| María Rozas Velásquez    | Concertación por la Democracia | PDC     | 24 881 | 16,49 |           |
| Ana María Miranda Urbina | Partido Comunista              | PC      | 6243   | 4,14  |           |
| Ramón Elizalde Hevia     | Alianza por Chile              | RN      | 3035   | 2,01  |           |
| Luzmenia Toro Sepúlveda  | Partido Comunista              | PC      | 2969   | 1,97  |           |
| Juan López Baldoma       | Partido Humanista              | PH      | 1607   | 1,06  |           |
| Jerome Smith Uldall      | Partido Humanista              | PH      | 887    | 0,59  |           |